# تبر دانمارکی

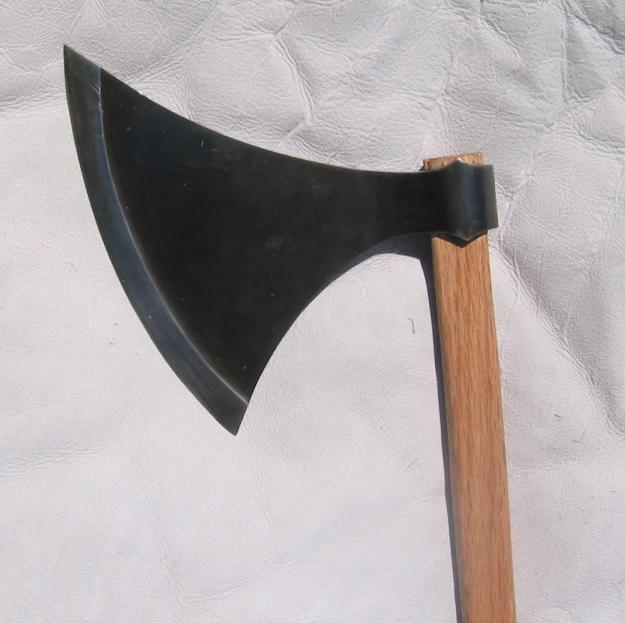

تبر دانمارکی (انگلیسی: Dane axe) نوعی تبر جنگی دو دسته با دسته‌ای بسیار بلند است. طول شفت در این تبر بین ۰٫۹ تا ۱٫۲ متر در کوتاه‌ترین حالت و ۱٫۵ تا ۱٫۷ متر یا بیشتر در بلندترین حالت می‌تواند باشد. این نوع تبر عمدتاً در دوران گذار بین عصر وایکینگ‌های اروپایی و اوایل قرون وسطی استفاده می‌شده‌است.